# تسونامي مضيق سوندا 2018

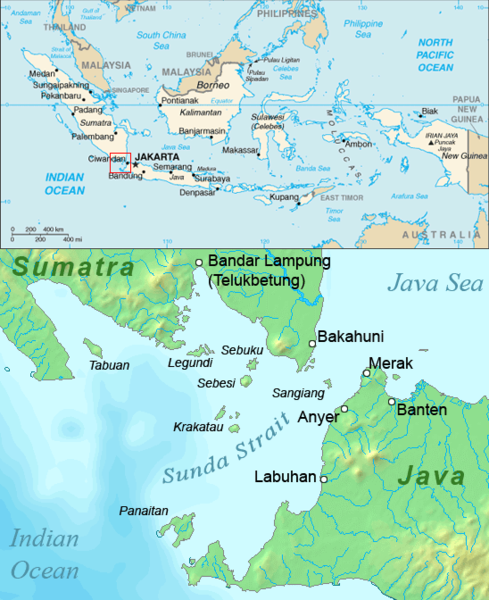
خريطة مضيق سوندا.

تسونامي مضيق سوندا 2018 هي موجة تسونامي سببها ثوران بركان أناك كراكاتوا في مضيق سوندا ضربت منطقتي بانايتان ولومبوك ووصلت إلى جزيرة جاوة الإندونيسية في 22 ديسمبر 2018. تسبب التسونامي في مقتل 437 شخصًا على الأقل وإصابة 14,059. أرجعت وكالة الأرصاد الجوية الإندونيسية السبب في التسونامي إلى ارتفاع مستوى المد وحدوث انزلاق أرضي تحت الماء مما أدى لثوران بركاني.

## خلفية

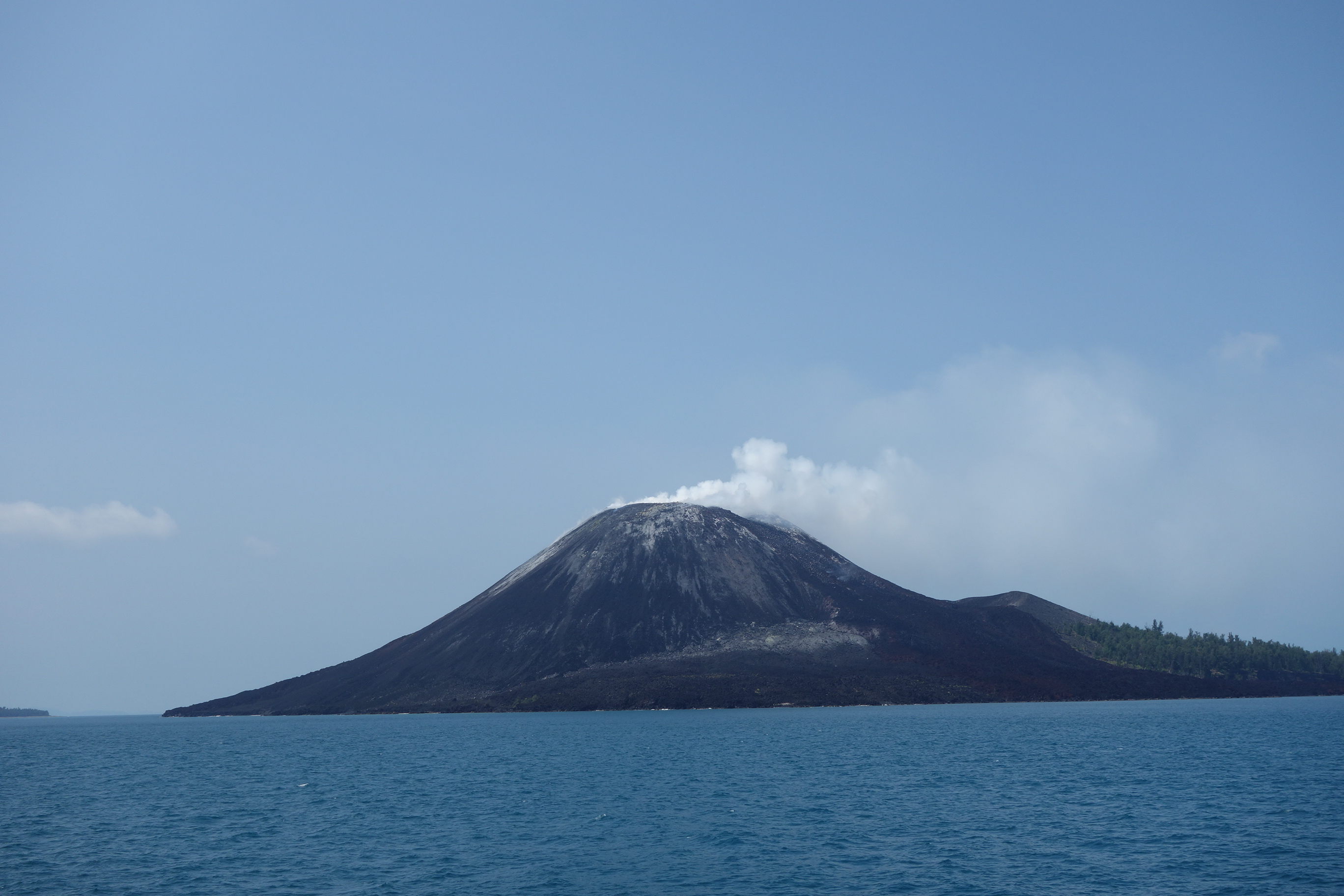
بركان أناك كراكاتوا سنة 2013.

إندونيسيا الواقعة على منطقة الحزام الناري في المحيط الهادي تتعرض لموجات كبيرة من الزلازل وبها 127 بركانًا نشطًا. من ضمن هذه البراكين، بركان جزيرة أناك كراكاتوا (حرفياً "طفل كراكاتوا") وهو بركان نشط في مضيق سوندا، وأناك كراكاتوا جزيرة بركانية جديدة، ظهرت في عام 1927 في أعقاب ثوران بركان كراكاتوا 1883، وهي من أقوى الثورات البركانية في التاريخ والتي تسببت في مصرع أكثر من 30,000 شخص ضمن موجات التسونامي الضخمة وتساقط الرماد البركاني.
في الأشهر السابقة للتسونامي، تزايد نشاط أناك كراكاتوا، وثار في 21 ديسمبر لما يزيد عن دقيقتين وتكونت سحابة رماد بركاني ارتفاعها 400 مترًا.